# STB (Ucrania)
STB (en ucraniano: СТБ) es un canal de televisión privado de Ucrania, perteneciente a Starlight Media. Es uno de los canales más vistos en el país.

## Historia
El canal inició emisiones el 2 de junio de 1997. Esto fue precedido por maquetas publicitarias distribuidas desde finales de mayo de 1997, que prometían que el canal presentaría al espectador "todo un mundo de programas, espectáculos y entretenimiento originales". Uno de los principales atractivos del canal es el programa de noticias Vikna. Los fundadores del canal fueron CJSC International Media Center y la corporación Internews Network. En los primeros meses de su existencia, el canal se centró principalmente en los jóvenes de 30 a 45 años.
El año 2000 fue un año de reorganización, recuperación y comercialización del canal, y la propia marca se expandió y fortaleció. Al mismo tiempo, como antes, la atención se centró en la difusión de información, que, ante la creciente presión política sobre los medios, mantuvo un marcado carácter objetivista y una alta confianza entre los espectadores. Los programas más populares fueron Вікна Новини, Вікна Бізнес, Вікна Столиця, Вікна Кримінал, Вікна Спорт y Вікна Опівночі. En ese mismo año Vikna se registró como marca de STB. 
En 2001, STB se convirtió en marca registrada. STB se convirtió en la primera cadena de televisión ucraniana en obtener un nombre de dominio y un sitio web.
En 2002 , la cuota de pantalla del canal alcanzó un 4,9%. Simultáneamente, con la instauración de un sistema de censura total, la presión política sobre Vikna se intensificó. En protesta, algunos periodistas abandonaron el canal. Como resultado, la dirección de STB decidió reducir la emisión de noticias.
A finales de 2004, durante la Revolución naranja en Ucrania, STB intentó mantener una posición neutral.
Gracias a los cambios de formatos en el canal en 2006, STB se ubicó entre los cinco principales canales ucranianos en cuota de pantalla en 2006, y en 2007 se convirtió en el tercer canal ucraniano con mayor cuota de audiencia.
El canal cesó sus emisiones el 9 de marzo de 2014 en Crimea, debido a la anexión de la península por Rusia. Los transmisores en Sebastopol finalizaron dicho día. Sin embargo, según los datos de seguimiento realizados por los activistas de la campaña Boicot del cine ruso el 27 de septiembre de 2014, aproximadamente el 54% del contenido del canal seguía estando en ruso.
El 1 de diciembre de 2015 el canal empezó a emitir en formato 16:9 y desde el 13 de enero de 2020 emite en HD.
Debido a la invasión rusa a Ucrania, del 24 de febrero al 17 de abril de 2022, el canal de televisión transmitió el maratón informativo "United News". STB emitió sin publicidad.
El 18 de abril de 2022, el canal reanudó sus emisiones independientes, modificando su programación. Las películas soviéticas y rusas fueron retiradas.